# Герасимов, Кирилл
Кирилл Герасимов (5 июня 1971, Москва) — российский профессиональный игрок в покер.
24 раза финишировал в деньгах, когда участвовал в Мировой серии покера (WSOP). Дважды выходил за финальный стол Европейского покерного тура (англ. European Poker Tour) и один раз на Мирового покерного тура (англ. World Poker Tour)
По состоянию на 2009 год суммарный выигрыш Кирилла Герасимова составляет 2,500,000 долларов. При этом сумма выигрыша от участия в Мировой серии покера составила 1,323,409 долларов.
Является наставником известного российского теннисиста Евгения Кафельникова, обучая того мастерству игры в покер. Сам Кирилл, в свою очередь, учился у известного голландского игрока Марселя Луске.